# Kimchi bokkeumbap
Kimchi bokkeumbap (kor. 김치볶음밥) – popularne koreańskie danie przyrządzane z kimchi i ryżu, a także kilku innych składników, między innymi smażonego jajka, warzyw i wodorostów. Nazwa oznacza dosłownie „kimchi ze smażonym ryżem”.

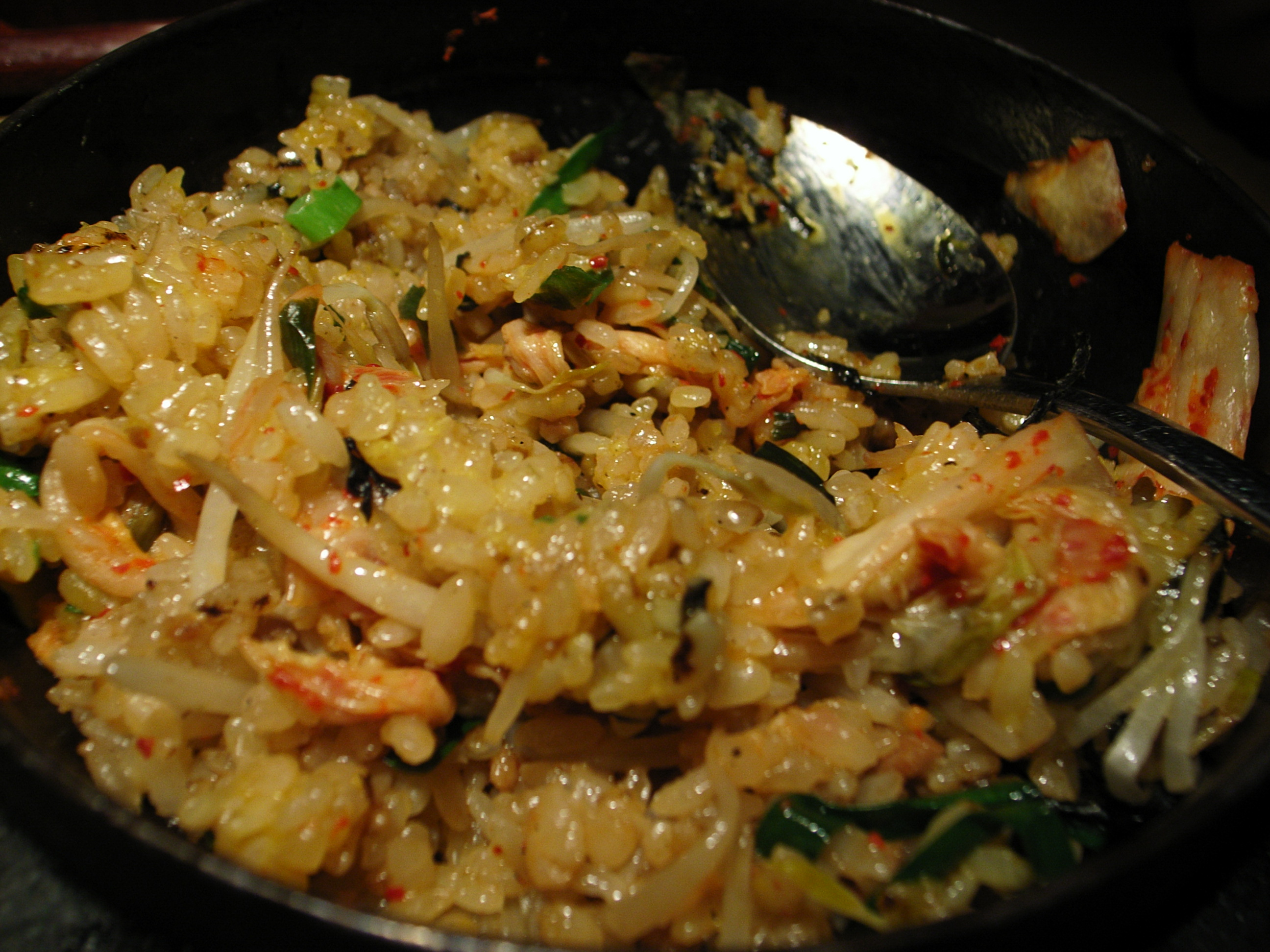
Kimchi bokkeumbap